# Medialuna
Genre
Medialuna est un genre de poissons de la famille des Kyphosidae.

## Liste des espèces
- Medialuna ancietae Chirichigno F., 1987
- Medialuna californiensis (Steindachner, 1876) - calicagère demi-lune